# 싼완향

싼완 향의 위치

싼완향(한국어: 삼만향, 중국어: 三灣鄉, 병음: Sānwān Xiāng)은 중화민국 먀오리 현의 향이다. 넓이는 52.2964km2이고, 인구는 2015년 8월 기준으로 7,026명이다.

## 역사
명대에 대륙으로부터의 이민자가 대만에 도항해 당초에는 죽참(현재의 신주 시)이 개발의 중심이었지만 건륭 연간에 점차 중항(현재의 주난 진)으로 옮겨졌고 나아가 중항계(中港渓)를 따라 상류로 이동해 두환평(斗煥坪), 내만(内灣) 그리고 삼만향이 개발되었다. 삼만이라는 지명은 원래 하천의 3곳이 만곡한 장소를 개발한 것에서 각각 내만(内彎), 이만(二彎), 삼만(三彎)이라고 명명되었고 이후 彎을 평이한 灣으로 고쳐 현재에 이르고 있다.